# マーヤ・ゲーペル

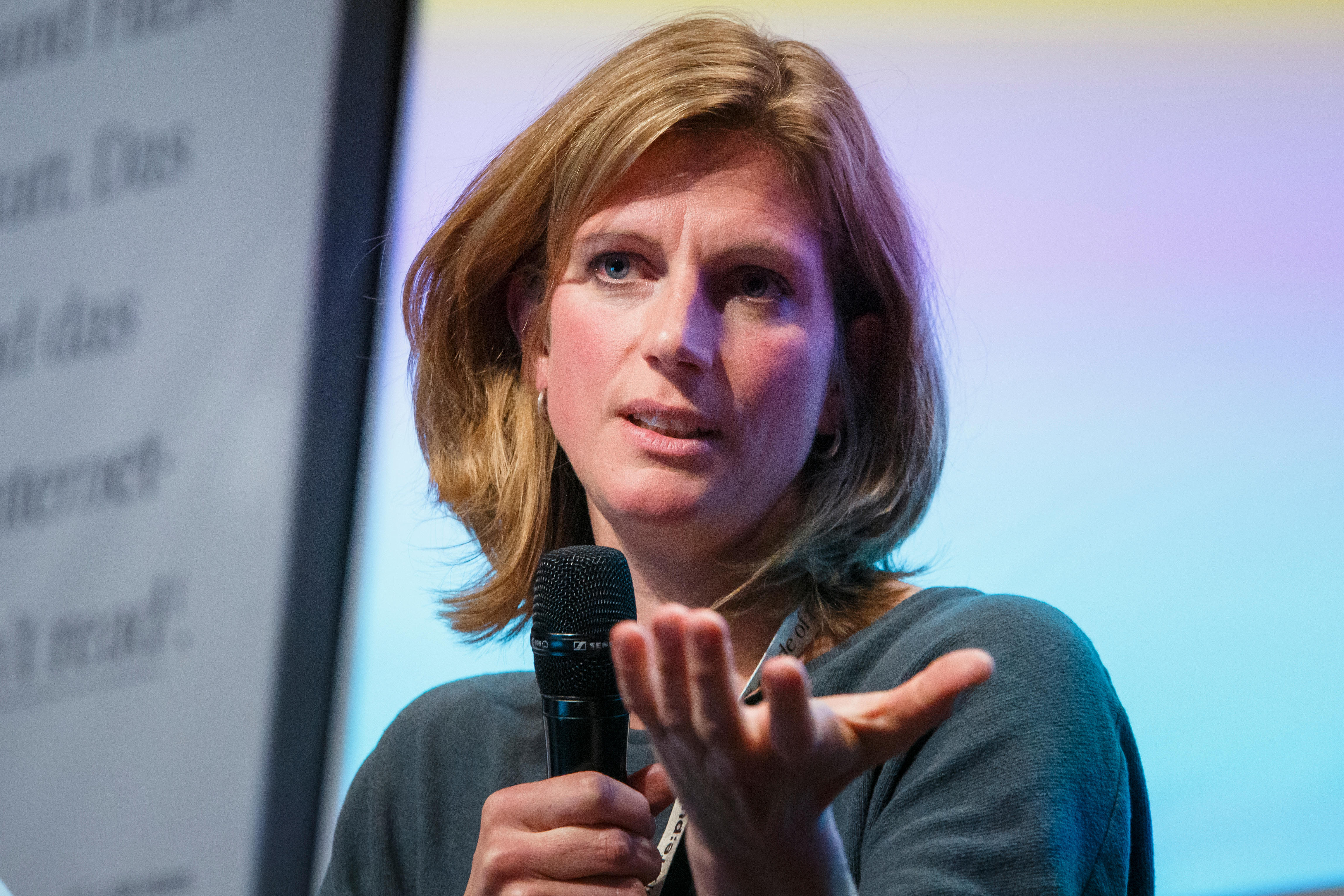
マーヤ・ゲーペル、2019年

マーヤ・ゲーペル（Maja Göpel、1976年6月27日 - ）は、ドイツの政治経済学者、科学、政治、社会を横断するサスティナビリティ研究者。ドイツ地球変動諮問評議会（WBGU）の元事務局長、ニューインスティテュート（The New Institute）の元科学ディレクター。リューネブルク大学の名誉教授でもある。

## 経歴
ビーレフェルト近郊のエコロジカルコミュニティで育ち、改革学校の教育を受ける。2001年にジーゲン大学のメディア経済学部を卒業、2007年にハンブルク大学とカッセル大学で政治経済学の博士号を取得。制度派経済学とグローバル政策に関する論文を執筆後、グローバル化と持続可能性、世代間の公平性の問題に取り組みながら、ドイツ環境自然保護連盟（BUND）の国際ワーキンググループに参加。2006年から2012年まで、ハンブルクの気候エネルギーキャンペーンマネージャーおよびブリュッセル支部局長として、世界未来会議（Word Future Council）に携わり、同団体の未来政策賞の設立に貢献（現在も会員）。2013年から2017までは、ヴッパータール気候環境エネルギー研究所のベルリン支部局長、リューネブルク大学の客員研究員を勤める傍ら、ローマクラブ（Club of Rome）、デニス・メドウズが設立したバラトングループ（Balaton Group）の会員、プログレッシヴ・センター（Das Progressive Zentrum）のフェローとなる。2017年、ドイツ地球変動諮問評議会の事務局長に就任。2020年に退任後、同年設立のハンブルクのシンクタンク、ニューインスティテュートの科学ディレクターを、翌年7月まで務めた（ボン大学哲学科教授のマルクス・ガブリエルは、同シンクタンクのフェローでもあるため、この間、同僚関係であった）。2022年より、欧州大学院大学の客員教授を務める。

## 主な主張
持続可能な社会を実現するためには、地球環境と生態系の限界を真剣に受け止め、それに沿った価値創出、生産性、経済学を新たに構想することが不可欠であると主張している。そのための手段として、経済成長の自己目的化の防止、富のより公正な分配モデルの確立、高所得者層に対するより厳しい課税、環境保護とそのイノヴェーションへの国家的投資を要請している。また物質的消費の多さとその増大を幸福とみなすような意識を、個人・社会レベルで改革する必要性も訴えている。
2016年、技術・経済・社会的制度への意識改革を論じた著作、The Great Mindshift を出版。2019年3月、ドイツ連邦報道会議で「未来のための科学者（Scientist for Future）」声明を連名で発表し、気候変動に対する学生の抵抗運動への支持を明確にした。2020年、持続可能な世界のありかたを論じた Unsere Welt neu denken がドイツ国内で16万部を超えるベストセラーとなる。

## 受賞歴
2019年、市場経済的環境政策のためのアダム・スミス賞を受賞、2021年には、エーリッヒ・フロム賞を受賞している。

## 著作
- The Great Mindshift, Springer, 2016. ISBN 978-1013267727
- Unsere Welt neu denken, Ullstein, 2020. ISBN 978-4272431045（邦題『希望の未来への招待状――持続可能で公正な経済へ』、大月書店、2021年）

## ウェブ・リンク
- Maja Göpel: Offizielle Website.